# Liste der Kulturdenkmäler in Niederdürenbach
In der Liste der Kulturdenkmäler in Niederdürenbach sind alle Kulturdenkmäler der rheinland-pfälzischen Ortsgemeinde Niederdürenbach einschließlich des Ortsteils Hain aufgeführt. Im Ortsteil Holzwiesen sind keine Kulturdenkmäler ausgewiesen. Grundlage ist die Denkmalliste des Landes Rheinland-Pfalz (Stand: 12. Juni 2023).

## Einzeldenkmäler
| Bezeichnung                      | Lage                                                | Baujahr         | Beschreibung                                                | Bild                           |
| -------------------------------- | --------------------------------------------------- | --------------- | ----------------------------------------------------------- | ------------------------------ |
| Wegekreuz                        | Niederdürenbach, Brohltalstraße, bei Nr. 7 Lage     | 18. Jahrhundert | Wegekreuz, 18. Jahrhundert                                  | BW                             |
| Segenstein                       | Niederdürenbach, Brohltalstraße, Ecke Ernteweg Lage | 1699            | Bildstock, bezeichnet 1699                                  | weitere Bilder Fotos hochladen |
| Katholische Kapelle St. Thekla   | Niederdürenbach, Hauptstraße, neben Nr. 8 Lage      | 1767            | Saalbau, 1767; Missionskreuz, bezeichnet 1770               | Fotos hochladen                |
| Bildstock                        | Hain, Dorfstraße                                    |                 | Bildstock                                                   | Fotos hochladen                |
| Katholische Kapelle St. Wendelin | Hain, Dorfstraße 21a Lage                           | 1730            | Saalbau, bezeichnet 1730                                    | Fotos hochladen                |
| Hofanlage                        | Hain, Sonnenstraße 4 Lage                           | 19. Jahrhundert | Streckhof, Fachwerk, teilweise massiv, 19. Jahrhundert      | Fotos hochladen                |
| Scheune                          | Hain, Sonnenstraße, gegenüber Nr. 5 Lage            | 18. Jahrhundert | Fachwerkscheune, Ständerbau, 18. Jahrhundert                | Fotos hochladen                |
| Bildstock                        | Hain, östlich des Ortes an der K 51 Lage            | 16[xx]          | Bildstock, bezeichnet 16[xx]                                | Fotos hochladen                |
| Wegekreuz                        | Hain, östlich des Ortes an der K 51 Lage            | 1748            | Wegekreuz, bezeichnet 1748                                  | Fotos hochladen                |
| Burgruine Olbrück                | Hain, westlich des Ortes Lage                       | um 1050         | um 1050 errichtet, 1689 zerstört; Gesamtanlage mit Burgberg | weitere Bilder Fotos hochladen |